# Manuel Vázquez
Manuel Jesús Vázquez Florido (ur. 25 stycznia 1991 w Huelvie) – hiszpański piłkarz występujący na pozycji napastnika.